# اللغة البالاوية
اللغة البالاوية هي اللغة الرسمية المتحدثة في بالاو.